# شهرستان البرت (جورجیا)
شهرستان البرت، جورجیا (به انگلیسی: Elbert County, Georgia) یک سکونتگاه مسکونی در ایالات متحده آمریکا است که در جورجیا واقع شده‌است.